# Średni Potok (dopływ Roztoczanki)

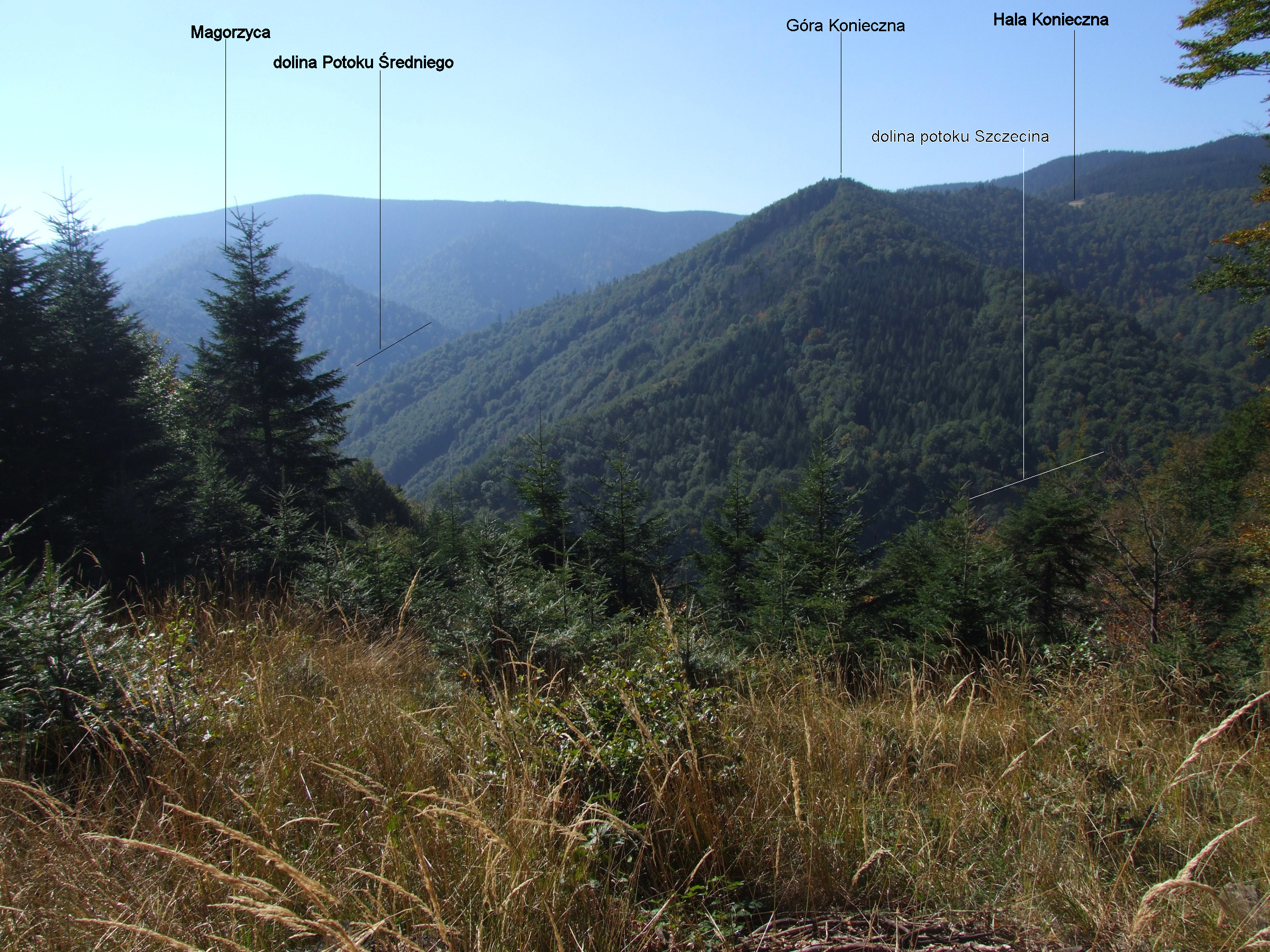
Widok na dolinę Potoku Średniego z Wdżarów Wyżnych

Średni Potok, Potok Średni – potok w Paśmie Radziejowej w Beskidzie Sądeckim. Najwyżej położone źródło znajduje się na wysokości około 1090 m pod Długą Przełęczą. Zasilany jest przez kilka cieków spływających spod północnych stoków grzbietu od Złomistego Wierchu Północnego po Małą Radziejową. Średni Potok spływa w północno-wschodnim kierunku krętą, głęboką i całkowicie porośniętą lasem doliną. Na wysokości 598 m uchodzi do Roztoczanki. Dolina Średniego Potoku oddziela północno-wschodni grzbiet Złomiskowego Wierchu Północnego z wierzchołkiem Góry Koniecznej od północnego grzbietu Małej Radziejowej. Cała zlewnia Średniego Potoku znajduje się na obszarze Popradzkiego Parku Krajobrazowego, w granicach wsi Roztoka Ryterska w województwie małopolskim, w powiecie nowosądeckim, w zachodniej części gminy Rytro, poza szlakami turystycznymi, ale z Roztoki Ryterskiej do jego ujścia dochodzi droga.
Według PRNG, na podstawie Zarządzenie nr 63 Prezesa Rady Ministrów z dnia 27 listopada 1965 r., M.P. 1965 nr 67, poz. 382; wywiad terenowy; Mapa topograficzna w skali 1:10 000, potok nazywa się Średni Potok, nie ma nazwy obocznej, jest górnym biegiem Roztoczanki.